# Регионы Аргентины
Провинции Аргентины часто группируются в 8 географических регионов.

## Регионы
Список регионов с запада на восток и с севера на юг:
- Аргентинский Северо-Запад: Жужуй, Сальта, Тукуман, Катамарка
- Гран-Чако: Формоса, Чако, Сантьяго-дель-Эстеро
- Междуречье: Мисьонес, Энтре-Риос, Корриентес
- Куйо: Сан-Хуан, Ла-Риоха, Мендоса, Сан-Луис
- Пампа: Кордова, Санта-Фе), Ла-Пампа, Буэнос-Айрес
- Патагония: Рио-Негро, Неукен, Чубут, Санта-Крус, Огненная Земля

Тем не менее, существуют разные подходы к аргентинским регионам. Пампа часто разделяется на Влажную Пампу и Сухую Пампу, и иногда на Пампасскую равнину и Пампинские Сьерры. Иной географический анализ включает другие определённые регионы, среди которых чаще всего встречаются Комауэ и Центральный Чако.
Независимо от используемой системы регионов, некоторые провинции входят больше чем в один регион. Например, юго-западная Сантьяго-дель-Эстеро иногда считается частью регона Сьерры, или даже Влажной Пампы, тогда как южная часть Ла-Пампы иногда называется Сухая Пампа и включается в Патагонию. Наконец, Ла-Риоха иногда считается частью региона Куйо вместо Северо-Запада.
Наконец, часть Антарктиды, на которую претендует Аргентина, известна как Аргентинская Антарктика, в которой располагаются несколько аргентинских баз.

## Расширенные регионы
- Аргентинский Северо-Запад
- Гран-Чако
- Междуречье
- Куйо
- Пампа
  - Влажная пампа
  - Сухая Пампа
- Патагония
  - Комауэ
- Аргентинская Антарктика (по Договору об Антарктике)